# Heliosciurus mutabilis
Heliosciurus mutabilis is een zoogdier uit de familie van de eekhoorns (Sciuridae). De wetenschappelijke naam van de soort werd voor het eerst geldig gepubliceerd door Peters in 1852.

## Voorkomen
De soort komt voor in Malawi, Mozambique, Tanzania, Zambia en Zimbabwe.